# Мазаник Олена Григорівна
Оле́на Григо́рівна Маза́ник (біл. Алена Рыгораўна Мазанік, 22 березня (4 квітня) 1914 — 7 квітня 1996) — білоруська радянська партизанка і диверсантка, безпосередня виконавиця знищення генерального комісара Білорусі Вільгельма Кубе. Герой Радянського Союзу (1943). Заслужений працівник культури БРСР.

## Життєпис
Народилась 4 квітня 1914 року в селі Піддегтярня (нині Пуховицький район Мінської області Білорусі) у селянській родині. Білоруска. Закінчила 6 класів. Працювала сестрою-господинею у домі відпочинку.
Брала участь у німецько-радянській війні з 1943 року. В ніч на 22 вересня 1943 року у Мінську за завданням одного з керівників партизанського загону «Діма» встановила міну, якою і був вбитий Вільгельма Кубе, у домі котрого працювала покоївкою.
Після війни, у 1946 році, вступила до лав ВКП(б). В 1948 році закінчила Вищу республіканську партшколу при ЦК КПБ, в 1952 році — Мінський державний педагогічний інститут.
З 1952 по 1960 рік — на посаді заступника директора Фундаментальної бібліотеки АН БРСР.
Жила в Мінську.

## Звання та нагороди
29 жовтня 1943 року Олені Григорівні Мазаник присвоєно звання Героя Радянського Союзу. Пізніше, у післявоєнний час стала Заслуженим працівником культури БРСР.
Також нагороджена:
- орденом Леніна
- орденом Вітчизняної війни І ступеня.